# Gemeinde Waitschach
Die Gemeinde Waitschach war eine Gemeinde im heutigen Kärntner Bezirk Sankt Veit an der Glan, die von 1850 bis 1865 bestand. Das Gemeindegebiet wurde 1865 an die Gemeinde Guttaring angeschlossen. Heute liegt ein Teil des ehemaligen Gemeindegebiets von Waitschach auch in der Gemeinde Hüttenberg.

## Geografie

### Lage
Die Gemeinde lag im Norden des Bezirks Sankt Veit an der Glan, im Osten des Guttaringer Berglands und rechtsseitig im Oberen Görtschitztal. Sie wies eine Nord-Süd-Ausdehnung von gut 15 km Luftlinie auf, ihre Fläche betrug aber nur etwa 37 km².

### Gliederung

#### Katastralgemeinden
Die Gemeinde bestand aus drei Katastralgemeinden:
- Katastralgemeinde Waitschach
- Katastralgemeinde Bairberg
- Katastralgemeinde Unterwald

#### Ortschaften
Auf dem ehemaligen Gemeindegebiet befinden sich folgende Ortschaften:
- Baierberg
- Gobertal
- Teile von Höffern
- Hüttenberg (der südliche Teil des heutigen Orts)
- Teile von Ratteingraben
- Schalkendorf
- Unterwald
- Teile von Urtlgraben
- die damalige Ortschaft Voitsch (heute ein Teil von Schelmberg)
- Waitschach einschließlich jener Häuser, die heute Waitschach (Gemeinde Hüttenberg) bilden

## Geschichte
Im Zuge der Verwaltungsreformen nach der Revolution 1848/49 wurde 1850 aus den Steuer- bzw. Katastralgemeinden Bairberg, Unterwald und Waitschach, die zuvor zum Steuerbezirk Althofen (Herrschaft und Landgericht) gehört hatten, die Gemeinde Waitschach errichtet. Die Gemeinde gehörte ab 1850 zum politischen Bezirk Sankt Veit an der Glan und zum Gerichtsbezirk Althofen. Ab 1854 gehörte sie zum Gemischten Bezirk Althofen. 1865 wurde die Gemeinde aufgelöst; ihr Gebiet wurde an die Gemeinde Guttaring angeschlossen. Bei der Gemeindestrukturreform 1973 kamen die Katastralgemeinde Unterwald und ein Gebiet, das bis dahin zur Katastralgemeinde Waitschach gehört hatte, an die Gemeinde Hüttenberg.

## Bevölkerung
Für die Gemeinde wurden zur Zeit ihres Bestehens folgende Einwohnerzahlen angegeben:
- 1849: 628 Einwohner[1]
- 1857: 1017 Einwohner[2]

Der Niedergang des Bergbaus in der Region sowie Land- und Höhenflucht führten seither zu einem starken Bevölkerungsrückgang.